# Jan Bojko
Jan Bojko (ur. 9 sierpnia 1933, zm. 15 grudnia 2011 w Warszawie) – polski urzędnik dyplomata, konsul generalny w Strasburgu, ambasador w Angoli (1985–1988).

## Życiorys
Syn Leona i Władysławy. Zawodowo związany z Ministerstwem Spraw Zagranicznych. Ok. 1980 był konsulem generalnym w Strasburgu. Od 23 marca 1985 do 1988 był ambasadorem w Angoli. Na początku lat 90. radca Ambasady w Santiago.
Pochowany na cmentarzu komunalnym Północnym w Warszawie.